# Sertularella mediterranea
Sertularella mediterranea är en nässeldjursart som beskrevs av Gustav Hartlaub 1901. Sertularella mediterranea ingår i släktet Sertularella och familjen Sertulariidae. Det är osäkert om arten förekommer i Sverige. Inga underarter finns listade i Catalogue of Life.